# Ракитовская улица
Раки́товская улица — меридиональная улица в Выборгском районе Санкт-Петербурга, в историческом районе Озерки. Проходит от Поклонногорской улицы до линии Финляндской железной дороги параллельно Арктической улице и Первомайскому проспекту. Продолжает на север Удельный проспект.

## История
Название улицы известно с 1880-х годов. Также именовалась Ракитовой улицей и Ракитинской улицей. Названия связаны с фамилией землевладельца Ракитина.

## Пересечения
С Ракитовской улицей граничит единственная улица:
- Поклонногорская улица — пересечение с переходом Ракитовской улицы в Удельный проспект.

## Транспорт
Ближайшие к Ракитовской улице станции метро — «Удельная» (около 1,1 км от начала улицы по Удельному проспекту) и «Озерки» (около 1,15 км по прямой от конца улицы) 2-й (Московско-Петроградской) линии.
Движение наземного общественного транспорта по улице отсутствует.
Ближайшие к Ракитовской улице железнодорожные платформы — Удельная (около 1 км по прямой от начала улицы) и Озерки (около 1,05 км по прямой от конца улицы).

## Общественно значимые объекты
- школа № 102 (у примыкания к Поклонногорской улице) — Поклонногорская улица, дом 17/2, литера А;
- гериатрическая больница № 1 (у конца улицы) — дом 29, литера А.